# Sixto González
Sixto González (30 grudnia 1915) – piłkarz urugwajski, pomocnik.
Jako piłkarz klubu Liverpool Montevideo wziął udział w turnieju Copa América 1941, gdzie Urugwaj został wicemistrzem Ameryki Południowej. González zagrał w trzech meczach – z Ekwadorem (grał tylko w pierwszej połowie - po przerwie wszedł za niego Obdulio Varela), Chile (na 5 minut przed końcem wszedł za Varelę) i Argentyną (w 76 minucie zmienił na boisku Varelę).
Nadal jako gracz klubu Liverpool wziął udział w turnieju Copa América 1942, gdzie Urugwaj zdobył mistrzostwo Ameryki Południowej. González zagrał w dwóch meczach – z Chile (w 81 minucie zmienił Obdulio Varelę) i Ekwadorem (w 65 minucie zmienił Obdulio Varelę).
Od 24 marca 1940 roku do 18 stycznia 1942 roku González rozegrał w reprezentacji Urugwaju 7 meczów i zdobył 1 bramkę.